# Casole d'Elsa
Pour les articles homonymes, voir Casole.
Casole d'Elsa est une commune italienne de la province de Sienne, dans la région Toscane.

## Géographie
Petit village médiéval de 148 km2 situé sur la partie nord-occidentale de la province de Sienne à environ 420 m d’altitude. À mi-chemin de Volterra et de Sienne (36 km), la localité est arrosée par deux torrents, le Senna à l’est et le Sellate à l’ouest.

## Administration
| Période                                  | Période  | Identité       | Étiquette     | Qualité |
| ---------------------------------------- | -------- | -------------- | ------------- | ------- |
| 2004                                     | 2009     | Valentina Fati | Centre gauche |         |
| 2009                                     | En cours | Piero Pii      | Liste civique |         |
| Les données manquantes sont à compléter. |          |                |               |         |

### Hameaux
Cavallano, Mensano, Monteguidi, Pievescola.

### Communes limitrophes
Castelnuovo di Val di Cecina, Chiusdino, Colle di Val d'Elsa, Monteriggioni, Pomarance, Radicondoli, Sovicille, Volterra

## Économie et tourisme
- Tourisme par la présence de petites pensions très prisées, au sein d’un territoire éloigné des grands axes, très calme à quelques kilomètres des centres historiques de Sienne, San Gimignano et Volterra.
- Vestiges romains et étrusques.
- Les bois et forêts qui s’étendent sur les pentes douces des vallées de Toscane. Lieux très prisés pour leur faune et leur flore (champignons, orchidées...).
- Culture de la vigne, des olives et des céréales.

## Personnalités liées à la commune
- Maddalena Casulana (vers 1544-vers 1590), compositrice (de madrigaux essentiellement, mais aussi de motets). Elle est la première femme compositrice à avoir publié des recueils uniquement consacrés à ses œuvres.

## Événement commémoratif
- Le Palio qui se déroule à Casole d’Elsa le deuxième dimanche de Juillet.
- La fête des champignons (la sagra del fongo) à Pievescola.
- La fête des vendanges (festa della vendemmia)  et le palio des ânes (palio dei ciuchi) à Mensano.
- La fête de Saint Lorenzo à Monteguidi, avec dégustation de vins et produits locaux.

## Galerie de photos

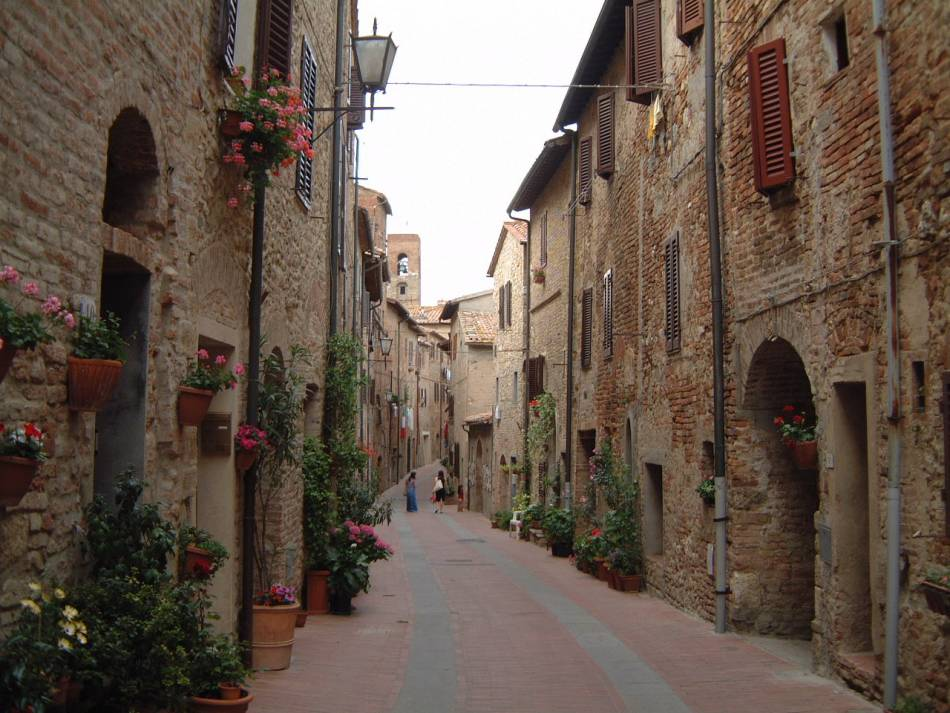
Casole d’Elsa, ruelle du centre historique

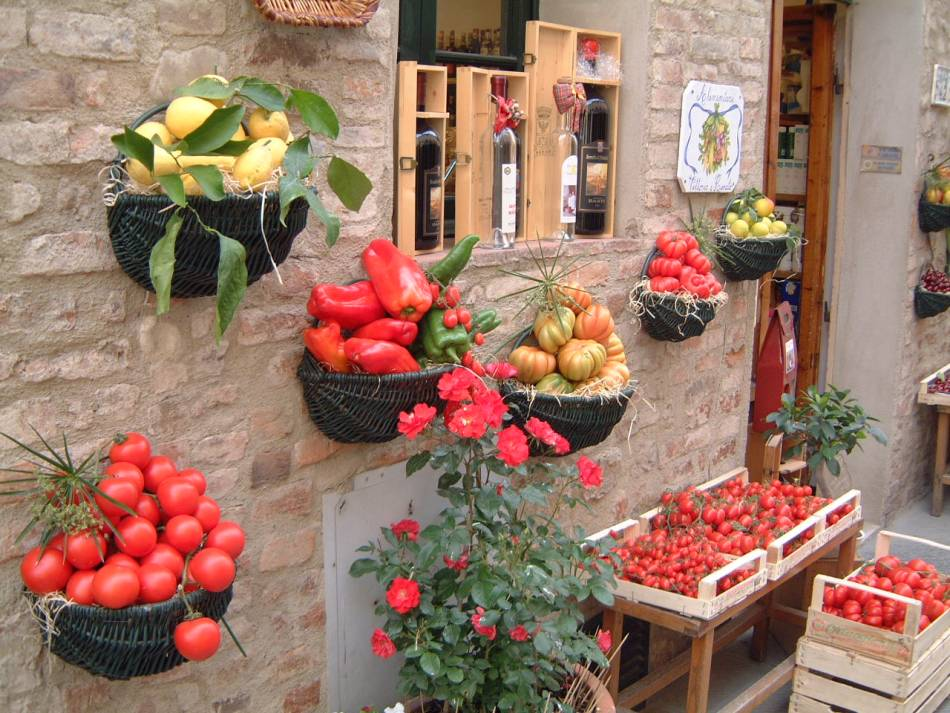
Casole d’Elsa, produits régionaux

## Grands centres voisins
- Sienne à 36 km
- Florence  è 66 km
- Pise à 160 km
- Volterra à 30 km
- San Gimignano à 30 km
- Grosseto à 90 km
- Rome à 276 km